# Liste der Pfarren im Dekanat Baden
Das Dekanat Baden ist ein Dekanat im Vikariat Unter dem Wienerwald der römisch-katholischen Erzdiözese Wien.

## Pfarren mit Kirchengebäuden und Kapellen
| Pfarre                   | Pfarrverband/Seelsorgeraum | Inkorporation           | Seit              | Patrozinium             | Kirchengebäude und Kapellen |                                 |
| Bad Vöslau               | Harzberg                   | Melk (OSB)              | 1870              | St. Jakob der Ältere    | Pfarrkirche Bad Vöslau Kapelle im Landespensionisten- und -pflegeheim Bad Vöslau, Kapelle in der Seniorenresidenz Bad Vöslau                                       | Pfarrkirche Bad Vöslau          |
| Baden-St. Christoph      | Baden-Sooß                 |                         | 1957              | St. Christoph           | Pfarrkirche Baden-St. Christoph Rektoratskirche St. Helena, Kapelle im Altenwohn- und Pflegezentrum Marienheim CaSa Leben im Alter g.GmbH, Kapelle in Pension Eden | Pfarrkirche Baden               |
| Baden-St. Josef          | Baden-Sooß                 |                         | 1990              | St. Josef               | Pfarrkirche Baden-Leesdorf Seelsorgestation Haidhofsiedlung, Kapelle im Landesklinikum Thermenregion Baden, Kapelle im Landespensionisten- und -pflegeheim Baden   | Pfarrkirche Leesdorf            |
| Baden-St. Stephan        | Baden-Sooß                 |                         | 1312              | St. Stephan             | Pfarrkirche Baden-St. Stephan Frauenkirche | Pfarrkirche St. Stephan (Baden) |
| Blumau-Neurißhof         | An den Auen                |                         | 1939              | St. Josef               | Pfarrkirche Blumau-Neurißhof | Pfarrkirche Blumau-Neurißhof    |
| Gainfarn                 | Harzberg                   | Melk (OSB)              | 1312              | St. Johannes der Täufer | Pfarrkirche Gainfarn Filialkirche Großau, Kapelle im Herz-Jesu-Schwestern-Kloster Gainfarn                                                                         | Pfarrkirche Gainfarn            |
| Günselsdorf              | An den Auen                |                         | 14. Jh., neu 1783 | St. Georg               | Pfarrkirche Günselsdorf Filialkirche Teesdorf | Pfarrkirche Günselsdorf         |
| Kottingbrunn             | An den Auen                |                         | 1355              | St. Achatius            | Pfarrkirche Kottingbrunn | Pfarrkirche Kottingbrunn        |
| Möllersdorf              | Zierfandlerregion          |                         | 1968              | Mariä Namen             | Pfarrkirche Möllersdorf | Pfarrkirche Möllersdorf         |
| Oberwaltersdorf          |                            |                         | 1312              | St. Jakob der Ältere    | Pfarrkirche Oberwaltersdorf | Pfarrkirche Oberwaltersdorf     |
| Oeynhausen               | Zierfandlerregion          |                         | 1993              | St. Laurentius          | Pfarrkirche Oeynhausen | Pfarrkirche Oeynhausen          |
| Pfaffstätten             | Zierfandlerregion          | Heiligenkreuz (OCist)   | 1538              | St. Peter und Paul      | Pfarrkirche Pfaffstätten | Pfarrkirche Pfaffstätten        |
| Schönau an der Triesting | An den Auen                |                         | 1908              | St. Andreas             | Pfarrkirche Schönau an der Triesting | Pfarrkirche Schönau             |
| Sooß                     | Baden-Sooß                 |                         | 1783              | St. Anna                | Pfarrkirche Sooß | Pfarrkirche Sooß                |
| Tattendorf               | An den Auen                | Klosterneuburg (CanReg) | um 1400, neu 1585 | Maria-Ellend            | Pfarrkirche Tattendorf | Pfarrkirche Tattendorf          |
| Traiskirchen             | Zierfandlerregion          | Melk (OSB)              | um 1050           | St. Margaretha          | Pfarrkirche Traiskirchen Filialkirche Traiskirchen | Pfarrkirche Traiskirchen        |
| Tribuswinkel             | Zierfandlerregion          |                         | 1368              | St. Wolfgang            | Pfarrkirche Tribuswinkel | Pfarrkirche Tribuswinkel        |

## Dekanat Baden
Das Dekanat umfasst 17 Pfarren.
Diözesaner Entwicklungsprozess
Am 29. November 2015 wurden für alle Pfarren der Erzdiözese Wien Entwicklungsräume definiert. Die Pfarren sollen in den Entwicklungsräumen stärker zusammenarbeiten, Pfarrverbände oder Seelsorgeräume bilden. Am Ende des Prozesses sollen aus den Entwicklungsräumen neue Pfarren entstehen. Im Dekanat Baden wurden folgende Entwicklungsräume festgelegt:
- Baden-St. Christoph, Baden-St. Josef, Baden-St. Stephan und Sooß
- Bad Vöslau und Gainfarn
- Möllersdorf, Oberwaltersdorf, Oeynhausen, Pfaffstätten, Traiskirchen und Tribuswinkel
  - Subeinheit 1: Möllersdorf, Oeynhausen, Pfaffstätten, Traiskirchen und Tribuswinkel
  - Subeinheit 2: Oberwaltersdorf
- Blumau-Neurißhof, Günselsdorf, Kottingbrunn, Schönau an der Triesting und Tattendorf
  - Subeinheit 1: Blumau-Neurißhof und Günselsdorf
  - Subeinheit 2: Kottingbrunn und Schönau an der Triesting
  - Subeinheit 3: Tattendorf

Die Pfarren Trumau und Pfaffstätten wurden am 1. September 2016 Teil des Dekanats Heiligenkreuz. Am 1. Oktober 2018 wurde die Pfarre Pfaffstätten wieder Teil des Dekanats Baden.
Dechanten
- Pater Stephan Holpfer OSB, Pfarrer von Bad Vöslau
- Seit 2018 Clemens Abrahamowicz, Pfarrer von Baden St. Stephan, St. Josef Leesdorf, St. Anna Sooss, und Rektor der Fraukirche in Baden[3]